# Facebuilding
Фейсбилдинг (от англ. «face» — лицо, «building» — строительство) — это комплекс упражнений самомассажа, направленный на укрепление мышц лица и шеи. Такая фитнес-гимнастика направлена на улучшение состояния кожи, избавление от морщин, коррекцию формы лица.

## История
Основоположником фейсбилдинга принято считать пластического хирурга из Германии Рейнхольд Бенца. Он выразил предположение о том, что можно тренировать мышцы лица также, как мышцы рук, ног и с помощью упражнений и массажа укреплять их. Такая теория была придумана для его любимой, балерины Евы Хоффман, так как та, по словам самого хирурга, нуждалась в помощи.
Он говорил: «Однажды мое внимание привлекли фотографии известной балерины в одном журнале. У нее было великолепное крепкое молодое тело. Ее лицо, однако, создавало сильный контраст телу. На нем определенно были видны следы времени. Позже я узнал, что балерине было 42 года»
Это относится к 1930 году.
Однако и до этого были прецеденты использования лицевой гимнастики для сохранения свежести и молодости лица. Например, французская писательница Нинон славилась своей красотой, которую поддерживала с помощью самомассажа куском замши, оставшись двадцатилетней дамой даже в старости. Или же, еще одним примером является врач из Сан-Франциско Стэнфорд Беннет, который не хотел мириться с проявлениями старости в виде морщин и разработал собственную систему упражнений. В свои 70 лет, по записям его современником, он выглядел максимум на 45.
Одной из ярких приверженцев лицевой гимнастики начала 20-го века была также Аннет Келлерман. Она была убеждена, что контур лица и общий вид могут быть значительно улучшены с помощью специальных упражнений, предназначенных для развития этих мышц, а потому ежедневно проделывала специальный комплекс самомассажа.
Еще одной пропагандисткой фейсбилдинга считают Элинор Глин из Великобритании. Девушка увлекалась уходом за своим лицом и разработала комплекс упражнений, которые были опубликованы в книге под названием «Книга морщин».

## Работы основателей основных методик фейсбилдинга
- «Аэробика для кожи и мышц лица» Кэрол Мэджио
- «Пятиминутная подтяжка лица: Ежедневная программа для красивого лица без морщин» Рейнхольда Бенца
- «Через 10 недель — моложе на 10 лет» Камиллы Волер
- «Омоложение своими руками» от Лилии Станковой

## Общие этапы фейсбилдинга
Подготовка: предварительно необходимо очистить кожу лица, тщательно вымыть руки, а затем приступить к разогреву мышц лица и шеи с помощью разминочных упражнений.
Основной этап: выполнение составленного комплекса упражнений, желательно сидя сидя на стуле со спинкой для фиксации спины и смотря в зеркало для контроля правильности движения мышц лица.
Заключительный этап: окончание процедуры путем выполнения поглаживающих движений по лицу, шее для снятия напряжения, расслабления мышц.

## Противоречивые оценки
По общепринятой оценке, фейсбилдинг помогает убрать отечность, уменьшить морщины, скорректировать форму лица, убрать лицевые зажимы, однако по поводу эффективности этой методики специалисты всё еще спорят.
Согласно мнению доктора медицинских наук Дорис Дэй, автора книги Skinfluence, укреплять нужно те мышцы, которые в этом нуждаются.
«Морщины появляются быстрее, если вы часто хмуритесь и поджимаете губы, то есть испытываете негативные эмоции. Если выполнять простое упражнение: напрягать лицо так, будто собираетесь смеяться, но не делать этого, то вы укрепите мышцы, которые тянут лицо вверх, а не вниз».
Гэри Голденберг и Майкл Розен уверены, что постоянное сокращение мышц лишь усугубляет морщины и складки на лице, проводя параллель между мимикой (напряжение лица и, как следствие, появление складок/морщин) и этими самими упражнениями для лица.
Доктор Джеффри Шпигель, пластический хирург, выступает за то, что точечное напряжение мышц не поможет уменьшить жировые отложения. Наоборот, такая лицевая гимнастика спазмирует мышцы, и человек получит обратный эффект от фейсбилдинга.